# Artemio
Artemio  è un nome proprio di persona italiano maschile.

## Varianti
- Maschili: Artemo[4], Altemio[5]
  - Alterati: Artemino[3]
- Femminili: Artemia[4], Artema[4]

### Varianti in altre lingue
- Basco: Artemi[6]
- Bielorusso: Арцём (Arcëm)[2]
- Catalano: Artemi[6]
- Greco antico: Aρτέμιος (Artémios)[2]
- Latino: Artemius[1][2]
- Lettone: Artjoms[2]
- Lituano: Artemijus
- Polacco: Artemiusz
- Russo: Артём (Artëm)[2], Артемий (Artemij)[2]
  - Ipocoristici: Тёма (Tëma)[2]
- Spagnolo: Artemio[2][6]
- Ucraino: Артем (Artem)[2]

## Origine e diffusione
Deriva dal nome greco Αρτέμιος (Artémios), latinizzato in Artemius; è un nome teoforico, basato su quello della dea Artemide (origine condivisa dal nome Artemisia).
È maggiormente diffuso in Toscana, soprattutto nelle sue varianti.

## Onomastico
L'onomastico si può festeggiare in memoria di più santi, alle date seguenti:
- 24 gennaio, sant'Artemio, vescovo di Clermont-Ferrand[7]
- 28 aprile, sant'Artemio, vescovo di Sens[7]
- 6 giugno, sant'Artemio, martire con la moglie Candida e la figlia Paolina a Roma[7][8]
- 7 giugno, sant'Artemia, figlia di Diocleziano, martire a Pozzuoli[4][9]
- 20 ottobre, sant'Artemio, detto "Megalomartire", soldato e martire ad Antiochia di Siria sotto Flavio Claudio Giuliano[2][4][6][7]
- Terza domenica di settembre, sant'Artemio, martire (corpo santo estratto dalle catacombe di Priscilla, venerato a Fiuggi, provincia di Frosinone)

## Persone

Artemio Franchi

- Artemio, funzionario e santo romano
- Artemio Franchi, dirigente sportivo italiano
- Artemio Giovagnoni,  scultore, medaglista, commediografo, scrittore e poeta italiano
- Artemio Prati, vescovo cattolico italiano

### Variante Artem
- Artem Cepotan, scacchista ucraino
- Artem Fedec'kyj, calciatore ucraino
- Artem Hromov, calciatore ucraino
- Artem Kravec', calciatore ucraino
- Artem Putivcev, calciatore ucraino
- Artem Smyrnov, tennista ucraino
- Artem Tkachuk, attore italiano di origine ucraina

### Variante Artëm
- Artëm, rivoluzionario russo
- Artëm Česakov, tuffatore russo
- Artëm Dzjuba, calciatore russo
- Artëm Jarčuk, hockeista su ghiaccio russo
- Artëm Levin, kickboxer e thaiboxer russo
- Artëm Mal'cev, fondista russo
- Artëm Markelov, pilota automobilistico russo
- Artëm Ivanovič Mikojan, ingegnere sovietico
- Artëm Sedov, schermidore russo
- Artëm Šeremet, giocatore di calcio a 5 russo
- Artëm Vesëlyj, scrittore russo
- Artëm Zabelin, cestista russo
- Artëm Žmurko, fondista russo

### Altre varianti
- Artemij Andreevič Lebedev, designer russo
- Arcëm Mileŭski, calciatore bielorusso naturalizzato ucraino
- Artjoms Rudņevs, calciatore lettone

## Il nome nelle arti
- Artemio, protagonista del film Il ragazzo di campagna, interpretato da Renato Pozzetto.